# 三島屋変調百物語
『三島屋変調百物語』（みしまやへんちょうひゃくものがたり）は、宮部みゆきによる日本のホラー時代小説（江戸怪談）のシリーズである。2023年時点でシリーズ累計発行部数は300万部を突破している。
2014年8月、NHK BSプレミアムにて『おそろし〜三島屋変調百物語』のタイトルでテレビドラマ化された。

## 概要
宮部は怪談作家という自覚があって一度は百物語を書いてみたいと思い、九十九話は書きたいと目標を持って書き始めた。
シリーズ第1作『おそろし』は、JAグループが発行する雑誌『家の光』に2006年1月号から2008年7月号まで連載された後、角川書店から刊行された。
第2作『あんじゅう』は読売新聞に2009年1月から2010年1月まで連載された後、中央公論新社から刊行された。
第3作『泣き童子』は『オール讀物』と『別冊文藝春秋』に2011年から2012年にかけて不定期連載された後、2013年6月に文藝春秋より刊行された。
2015年6月から2016年6月まで日本経済新聞 朝刊にて「迷いの旅籠」が連載され、第4作として『三鬼』に改題されて2016年12月に日本経済新聞出版社から刊行された。
2016年11月5日から2017年10月31日まで、第5作の『あやかし草紙』が北海道新聞・東京新聞・中日新聞・西日本新聞に連載され、『小説 野性時代』2018年2月号に掲載の「金目の猫」を加えて、2018年4月27日にKADOKAWAから刊行された。
2018年8月1日から2019年7月31日まで、第6作の『黒武御神火御殿』が毎日新聞 朝刊に連載され、2019年12月に毎日新聞出版から刊行された。前作第5作に収録の「金目の猫」でおちかが嫁ぎ、本作から聞き手が富次郎に引き継がれた。
『小説 野性時代』に2020年2月号から2021年2月号まで「火焔太鼓」が連載され、2021年3月に第7作『魂手形』に改題されてKADOKAWAから刊行された。
2020年7月から2022年2月まで学芸通信社の配信により、高知新聞、神戸新聞、熊本日日新聞、秋田魁新報、北國新聞、中国新聞、信濃毎日新聞の各紙に順次「よって件のごとし（よってくだんのごとし）」が連載され、2022年7月に第8作『よって件のごとし』がKADOKAWAから刊行された。
第9作『青瓜不動』は、2021年8月2日から2022年7月30日まで公明新聞に連載され、2023年7月28日にKADOKAWAから刊行された。
第10作『猫の刻参り』は、2023年3月2日号から2024年7月4日号まで週刊新潮に連載され、2025年2月20日新潮社から単行本が刊行された。

## シリーズ一覧
1. おそろし 三島屋変調百物語事始（ことはじめ）
  - 収録作品：「曼珠沙華」「凶宅」「邪恋」「魔鏡」「家鳴り」

  1. 角川書店、2008年7月、ISBN 978-4-04-873859-0
  2. 新人物ノベルス、2010年6月、ISBN 978-4-404-03866-1
  3. 角川文庫、2012年4月、ISBN 978-4-04-100281-0
2. あんじゅう 三島屋変調百物語事続（ことのつづき）
  - 収録作品：「逃げ水」「藪から千本」「暗獣」「吼える仏」

  1. 中央公論新社、2010年7月、ISBN 978-4-12-004137-2
  2. 新人物ノベルス、2012年2月、ISBN 978-4-404-04142-5
  3. 角川文庫、2013年6月、ISBN 978-4-04-100822-5
3. 泣き童子（わらし） 三島屋変調百物語参之続（さんのつづき）
  - 収録作品：「魂取の池」「くりから御殿」「泣き童子」「小雪舞う日の怪談語り」「まぐる笛」「節気顔」

  1. 文藝春秋、2013年6月、ISBN 978-4-16-382240-2
  2. 角川文庫、2016年6月、ISBN 978-4-04-103991-5
4. 三鬼（さんき） 三島屋変調百物語四之続（よんのつづき）
  - 収録作品：「迷いの旅籠」「食客ひだる神」「三鬼」「おくらさま」

  1. 日本経済新聞出版社、2016年12月、ISBN 978-4-532-17141-4
  2. 角川文庫、2019年6月、ISBN 978-4-04-107761-0
5. あやかし草紙（ぞうし） 三島屋変調百物語伍之続（ごのつづき）
  - 収録作品：「開けずの間」「だんまり姫」「面の家」「あやかし草紙」「金目の猫」

  1. KADOKAWA、2018年4月、ISBN 978-4-04-106792-5
  2. 角川文庫、2020年6月、ISBN 978-4-04-108981-1
6. 黒武御神火御殿（くろたけ ごじんかごてん） 三島屋変調百物語六之続（ろくのつづき）
  - 収録作品：「泣きぼくろ」「姑の墓」「同行二人」「黒武御神火御殿」

  1. 毎日新聞出版、2019年12月、ISBN 978-4-620-10845-2
  2. 角川文庫、2022年6月、ISBN 978-4-04-112058-3
7. 魂手形（たまてがた）三島屋変調百物語七之続
  - 収録作品：「火焰太鼓」「一途の念」「魂手形」

  1. KADOKAWA、2021年3月、ISBN 978-4-04-110853-6
  2. 角川文庫、2023年6月、ISBN 978-4-04-113471-9
8. よって件のごとし（よってくだんのごとし） 三島変調百物語八之続
  - 収録作品：「賽子と虻」「土鍋女房」「よって件のごとし」

  1. KADOKAWA、2022年7月、ISBN 978-4-04-112159-7
  2. 角川文庫、2024年6月、ISBN 978-4-04-114632-3
9. 青瓜不動 （あおうりふどう） 三島変調百物語九之続
  - 収録作品：「青瓜不動」「だんだん人形」「自在の筆」「針雨の里」

  1. KADOKAWA、2023年7月、ISBN 978-4-04-112160-3
  2. 角川文庫、2025年6月、ISBN 978-4-04-116123-4
10. 猫の刻参り 三島屋変調百物語拾之続
  - 収録作品：「猫の刻参り」「甲羅の伊達」「百本包丁」「富次郎の話――命の取引き」

  1. 新潮社、2025年2月、ISBN 978-4-10-375016-1

## 漫画
宮本福助によるコミカライズ版が『COMIC BRIDGE（ComicWalker内）』（KADOKAWA）にて、2023年4月26日から2025年2月5日まで連載。
- 宮本福助（漫画）・宮部みゆき（原作）『三島屋変調百物語』KADOKAWA〈BRIDGE COMICS〉、全4巻
  1. 2023年6月7日発売[14][15]、ISBN 978-4-04-682619-0
  2. 2024年1月6日発売[16]、ISBN 978-4-04-683257-3
  3. 2024年6月7日発売[17]、ISBN 978-4-04-683780-6
  4. 2025年2月6日発売[18]、ISBN 978-4-04-684578-8

## あらすじ
川崎宿の旅籠の娘・おちかは、とある事情から江戸で袋物屋「三島屋」を営む叔父夫妻の元へ行儀見習いとして身を寄せている。叔父の伊兵衛は、実家に帰れないおちかに花嫁修業をさせて嫁に出すつもりでいたが、おちかは女中として忙しく働くことで自らの過去を頭の隅へと追いやろうとしていた。
ある日、伊兵衛が急な所用のため、訪問が予定されていた客への対応をおちかに任せて外出してしまう。他人に心を閉ざしているおちかは不安に駆られるが、自分を信用してくれた叔父のためにも、客に非礼があってはならないと覚悟を決める。客は、庭に咲く曼珠沙華に恐れおののくが、おちかに対して自分の過去にまつわる怪をぽつり、ぽつりと話し始める。帰宅後、おちかから事の顛末を聞いた伊兵衛は、江戸中から不思議な話を集めるとして、おちかにその聞き役を務めるよう言い渡す。
最初の客・藤吉と二人目の客・おたかの不思議な話の聞き役を務めたおちかは、次におちか自らが三人目として、おしまを聞き手に悲しい過去を話し始めるのだった。
やがて、一度に語り手は一人だけが黒白の間（こくびゃくのま）に招かれ、聞き手はおちか一人だけの「変わり百物語」は三島屋の看板となる。
おちかが19歳の時、富次郎が三島屋に帰って来て、ともに聞き手を務めたりしていたが、おちかが勘一の元に嫁いでからは、富次郎が聞き手を引き継ぐ。

## 登場人物

### 黒白の間
おちか
初代聞き手。川崎宿の旅籠・丸千（まるせん）の一人娘（兄弟として兄・喜一がいる）で、江戸の叔父夫妻の元に行儀見習いの名目で身を寄せている。
伊兵衛が市井の人々が持ち込む不思議な話を百集めるという計画を立て、17歳のおちかは客の聞き手となる。
三島屋に来てから3年後の、第5作に収録の「金目の猫」で勘一と祝言を挙げ、第9作の『青瓜不動』で母となり、娘・小梅を授かる。
富次郎（とみじろう）
二代目聞き手。「三島屋」の次男でおちかの従兄弟に当たる。兄が跡継ぎの「若旦那」なので、自分は「小旦那」だと称する。
兄・伊一郎と同じく修行のため木綿問屋「恵比寿屋（えびすや）」に奉公に出ていたが、奉公人同士の揉め事に巻き込まれて大怪我を負い帰って来る。お勝とともに黒白の間の次の間に座ったり、おちかとともに百物語の聞き手となる。絵が得意で、聞き手になってからは聞いた話を墨絵に描くようになった。
第4作に収録の「おくらさま」から登場し、第6作に収録の「泣きぼくろ」から聞き手を引き継ぐ。
第7作に収録の「火焰太鼓」の時点で22歳、第9作に収録の「青瓜不動」の時点で23歳。
第10作の『猫の刻参り』で、絵師を目指して花山蟷螂の通い弟子となる。

### 三島屋
伊兵衛（いへえ）
おちかの叔父。神田三島町の袋物屋「三島屋」の主人。振り売りから一代で店を築いた。
袋物の名店として知られる、斬新な意匠が売りの「越川（えちかわ）」と、おっとりと風雅を愛でる柄が売りの「丸角（まるかく）」の、どちらにもありそうでない柄の品物を妻と共に作り、職人を雇えるまでに成長し、 池之端仲町の越川と、本町二丁目の丸角の中間地点（少し丸角寄り）に店を構えた。商いが軌道に乗ると、三島屋を知らぬなら数奇者にあらずとまで評されるまでになった。住み込みと通いの職人が増え、頼れる番頭も得て、2人の息子が跡取りとして立派に育つと、碁に親しむようになり、かつて作業場に使っていた座敷を「黒白（こくびゃく）の間」と名付け、碁敵を招くようになった。
お民（おたみ）
伊兵衛の妻。
伊一郎（いいちろう）
「三島屋」の跡継ぎの長男。聡明で働き者の美丈夫。
16歳から修行のため、十年年季で小物商「菱谷（ひしや）」に奉公に出ている。
第4作に収録の「おくらさま」から登場し、第8作に収録の「よって件のごとし」の終盤で三島屋に帰ってくる。
第7作に収録の「魂手形」の時点で24歳、第9作に収録の「青瓜不動」の時点で25歳。
おしま
三島屋の古参女中。
おちかが出産してから瓢箪古堂に移る。
お勝（おかつ）
三島屋の女中。顔や身体に痘痕がたくさんあり、霊感が強いので守り役として黒白の間の次の間に控えて魔除けの役割も担う。
八十助（やそすけ）
三島屋の番頭のち大番頭。
新太（しんた）
三島屋の小僧。

### その他
青野利一郎
「深考塾」の若先生。第2作に収録の「暗獣」では語り手となった。
勘一（かんいち）
貸本屋「瓢箪古堂」の若旦那。甘い物好きの富次郎とよく気が合う。
第4作に収録の「おくらさま」から登場し、第5作に収録の「金目の猫」でおちかと祝言を挙げる。
灯庵（とうあん）
三島屋に出入りしている口入れ屋の主人。変わり百物語の語り手の斡旋を引き受けている。
おちかや三島屋の奉公人たちは、陰で「蝦蟇仙人（がませんにん）」と呼んでいる。
花山蟷螂（はなやま とうろう）
絵師で富次郎の師匠。

## テレビドラマ
『おそろし〜三島屋変調百物語』のタイトルで、シリーズ第1作『おそろし』を原作に、NHK BSプレミアム「ザ・プレミアム」にて2014年8月30日から9月27日まで放送された。主演は波瑠。全5回。

### キャスト
- おちか - 波瑠（幼少期：平澤宏々路）
- 三島屋伊兵衛 - 佐野史郎
- お民 - かとうかず子
- おしま（三島屋女中頭） - 宮崎美子
- 松太郎 - 満島真之介（幼少期：久住健斗）
- 八十助（三島屋番頭） - 阿南健治
- お世津（三島屋女中） - 小林きな子
- お春（三島屋女中） - 花井瑠美
- 新太（三島屋丁稚） - 鏑木海智
- 謎の男 - 村上淳
- 灯庵 / 語り - 麿赤兒

#### ゲスト
第1夜「曼珠沙華」
- 松田屋藤兵衛（藤吉 / 吉蔵〈二役〉） - 豊原功補（最終夜）
- 若き日の藤吉 / 吉蔵〈二役〉 - 近江陽一郎（幼少期：巨勢竜也）
- 初五郎 - 鈴木一功
- お今 - 小橋めぐみ
- 仁助 - 水野直

第2夜「凶宅」
- おたか - 小島聖（幼少期：渡邉このみ）（最終夜）
- 越後屋清太郎 - 川口覚（幼少期：谷合純矢）（最終夜）
- 辰二郎 - 半海一晃（最終夜）
- おさん - 金子なな子（最終夜）
- おみつ - 岩崎百合（最終夜）
- 春吉 - 田中悠太（最終夜）
- 越後屋忠兵衛 - 村松利史
- お清 ‐ 竹下明子
- 清六 - 螢雪次朗（最終夜）

第3夜「邪恋」
- 良助 - 松田悟志（幼少期：山田瑛瑠）（最終夜）
- 喜一 - 石垣佑磨（幼少期：椙杜翔馬）（最終夜）
- 喜兵衛 - 春田純一
- お圭 - 高泉淳子
- 甚右衛門 - 野添義弘
- 安吉 - 谷川昭一朗

第4夜「魔鏡」
- お福 - 佐藤江梨子（幼少期：濱田ここね）
- お彩 - 中村ゆり（最終夜）
- 市太郎 - 井出卓也（最終夜）
- お吉 - 梅舟惟永（最終夜）
- 宗助 - 久保酎吉（最終夜）
- おかね - 筒井真理子
- 鉄五郎 - 中本賢

### スタッフ
- 原作 - 宮部みゆき
- 脚本 - 金子修介、江良至
- 演出 - 金子修介、榎戸崇泰
- 音楽 - 中村由利子
- 撮影 - 木村祐一郎
- 照明 - 大久保武志
- 美術 - 深井保夫
- 所作指導 - 若柳彦三衛門
- 撮影協力 - 茨城県常総市・下妻市
- 制作統括 - 真鍋斎（NHKエンタープライズ）、三鬼一希（NHK）

### 放送日程
| 話数   | 放送日  | サブタイトル               | 脚本            | 演出     |
| ------ | ------- | -------------------------- | --------------- | -------- |
| 第1夜  | 8月30日 | 曼珠沙華（まんじゅしゃげ） | 金子修介 江良至 | 金子修介 |
| 第2夜  | 9月06日 | 凶宅                       | 金子修介        | 金子修介 |
| 第3夜  | 9月13日 | 邪恋（じゃれん）           | 金子修介 江良至 | 金子修介 |
| 第4夜  | 9月20日 | 魔鏡                       | 金子修介        | 榎戸崇泰 |
| 最終夜 | 9月27日 | 家鳴り（いえなり）         | 金子修介 江良至 | 金子修介 |